# I Can See for Miles
I Can See for Miles è il dodicesimo singolo dei The Who, estratto dall'album The Who Sell Out nel 1967. Fu l'unico singolo estratto da quell'album. Il brano, per la rivista Rolling Stone, è la 258ª migliore canzone mai scritta.

## Storia
Registrato in numerose sessioni e in diversi studi, la registrazione di I Can See for Miles testimonia le sempre più sofisticate tecniche di registrazione del gruppo, già sul finire degli anni sessanta. La base del brano fu registrata a Londra, mentre la parte vocale a New York nei Talentmasters Studios. L'album invece fu ultimato a Los Angeles, presso i Gold Star Studios.
Questa canzone avrebbe ispirato la composizione di Helter Skelter dei Beatles. Paul McCartney affermò di aver scritto Helter Skelter dopo aver letto una recensione di The Who Sell Out dove I Can See for Miles veniva definita la canzone "più cattiva e selvaggia mai registrata". McCartney non aveva ancora avuto modo di ascoltare il brano degli Who, ma compose Helter Skelter con l'intenzione di scrivere una canzone ancora più dura e arrabbiata, la "canzone heavy definitiva".

## Tracce
Edizione UK
Lato A
1. I Can See for Miles – 4:00 (Pete Townshend)

Lato B
1. Someone's Coming – 2:33 (John Entwhistle)

Edizione USA
Decca Records (32206) - 18 settembre 1967
Lato A
1. I Can See for Miles – 3:55 (Pete Townshend)

Lato B
1. Mary Anne with the Shaky Hand – 3:15 (Pete Townshend)

## Accoglienza
Il singolo raggiunse la decima posizione nel Regno Unito e la nona negli Stati Uniti, diventando il più grande successo del gruppo in America. Ciò nonostante Townshend si dichiarò insoddisfatto dei risultati del disco.
Negli anni successivi, la canzone è apparsa nella colonna sonora del film Apollo 13, ed è divenuta oggetto di cover di numerosi artisti, fra i quali Styx, Petra Haden, Marty Stuart e Incubus. Il brano è stato anche usato per la sigla della serie televisiva CSI: Cyber.